# 2. slovenská fotbalová liga 2002/2003
V soubojích 10. ročníku 2. slovenské fotbalové ligy 2002/03 se utkalo 16 týmů dvoukolovým systémem podzim - jaro.
Nováčky soutěže se staly 1. FC Tatran Prešov (sestup z Mars superligy) a čtyři vítězové regionálních skupin 3. ligy - TJ Veľké Leváre, FK Slovenský hodváb Senica, ŠK Petrochema Dubová a FK Čaňa. Před sezónou byl klub FK NCHZ Nováky přesunut do Topoľčan, kde vystupoval pod názvem MFK Topvar Horná Nitra Topoľčany.
Vítězem a zároveň i jediným postupujícím se stal tým FK Dukla Banská Bystrica. Do 3. ligy sestoupily poslední čtyři mužstva tabulky - FK Čaňa, ŠK Slovan Bratislava „B“, ŠKP Devín a TJ Veľké Leváre.

## Konečná tabulka
| Poř. | Tým                         | Z  | V  | R | P  | VG | OG | B  |
| ---- | --------------------------- | -- | -- | - | -- | -- | -- | -- |
| 1.   | FK Dukla Banská Bystrica    | 30 | 21 | 6 | 3  | 53 | 18 | 69 |
| 2.   | FC Steel Trans Ličartovce   | 30 | 19 | 4 | 7  | 59 | 33 | 61 |
| 3.   | FK VTJ Koba Senec           | 30 | 18 | 5 | 7  | 48 | 27 | 59 |
| 4.   | FC Rimavská Sobota          | 30 | 19 | 8 | 6  | 51 | 34 | 56 |
| 5.   | FO ŽP ŠPORT Podbrezová      | 30 | 13 | 9 | 8  | 45 | 24 | 48 |
| 6.   | MFK Topvar HN Topoľčany     | 30 | 12 | 8 | 10 | 45 | 25 | 44 |
| 7.   | ŠK Petrochema Dubová        | 30 | 12 | 6 | 12 | 41 | 52 | 42 |
| 8.   | FK DAC 1904 Dunajská Streda | 30 | 11 | 8 | 11 | 39 | 40 | 41 |
| 9.   | 1. FC Tatran Prešov         | 30 | 11 | 6 | 13 | 40 | 37 | 39 |
| 10.  | FK Slovenský hodváb Senica  | 30 | 11 | 6 | 13 | 29 | 37 | 39 |
| 11.  | 1. HFC Humenné              | 30 | 11 | 6 | 13 | 30 | 42 | 39 |
| 12.  | FC Nitra                    | 30 | 11 | 5 | 14 | 36 | 29 | 38 |
| 13.  | FK Čaňa                     | 30 | 8  | 5 | 17 | 32 | 59 | 29 |
| 14.  | ŠK Slovan Bratislava „B“    | 30 | 7  | 6 | 17 | 33 | 51 | 27 |
| 15.  | ŠKP Devín                   | 30 | 6  | 6 | 18 | 37 | 65 | 24 |
| 16.  | TJ Veľké Leváre             | 30 | 3  | 6 | 21 | 20 | 65 | 15 |

Poznámky
- Z = Odehrané zápasy; V = Vítězství; R = Remízy; P = Prohry; VG = Vstřelené góly; OG = Obdržené góly; B = Body

|  | postup do Corgoň ligy 2003/04          |
|  | klub se po sezóně sloučil s Prievidzou |
|  | sestup, přihlášení do nižších soutěží  |
|  | sestup do 3. ligy 2003/04              |